# Зелёная Балка (Александрийский район)
Зелёная Балка (укр. Зелена Балка) — село в Попельнастовской сельской общине Александрийского района Кировоградской области Украины.
Население по переписи 2001 года составляло 25 человек. Почтовый индекс — 28061. Телефонный код — 5235. Код КОАТУУ — 3520385903.